# Marcin Wroński
Marcin Wroński, né le 20 avril 1972 à Lublin, est un écrivain polonais, auteur, entre autres de romans policiers dont le héros est le commissaire Zyga Maciejewski.

## Biographie
Marcin Wroński a fait des études de lettres à l'Université catholique de Lublin. Il commence à écrire dès les années 1980 et est associé aux publications clandestines faites hors censure dans les dernières années du régime communiste. Il publie un recueil de nouvelles à Lublin, Udo Pani Nocy (1992) puis un roman, Obsesyjny motyw babiego lata (1994), « micro conte d'aventures ivres », illustré par Marcin Prus. En tant que journaliste et chroniqueur, il collabore avec la radio locale TOP (où il présente l'émission La Fiction à minuit). Il fait ensuite des sketch et des chansons pour son cabaret qu'il appelle « Osoby o Nieustalonej Tożsamości » (personnes non identifiées).
Il est ensuite professeur de polonais en lycée et travaille pour des maisons d'édition, notamment Paweł Skokowski, Fabryka Słów et Red Horse.
Il écrit de nouveau à partir de 2005, d'abord des livres de fantasy, puis à partir de 2007 des romans policiers se déroulant à Lublin dans les années 1930 et 1940 avec les aventures du commissaire Zyga Maciejewski. Il écrit également des thrillers comme Officium Secretum. Pies Pański, récit sur les rapports troubles entre le pouvoir politique et l'Église catholique des années 1980 au début du XXIe siècle.
En 2012, il effectue une résidence d'écrivain à Chartres et écrit la nouvelle Cartes postales de Chartres, publiée en polonais, en français, en anglais et en néerlandais.

## Œuvres

### SérieCommissaire Zyga Maciejewski
1. Au nom de l'enquête, Actes Sud, coll. « Actes noirs », 2020 ((pl) Morderstwo pod cenzurą, Red Horse, 2007), trad. Kamil Barbarski, 448 p.  (ISBN 978-2-330-12839-5)
2. (pl) Kino Venus, Red Horse, 2008
3. (pl) A na imię jej będzie Aniela, W.A.B., 2011
4. (pl) Skrzydlata trumna, W.A.B., 2012
5. (pl) Pogrom w przyszły wtorek, W.A.B., 2013
6. (pl) Haiti, W.A.B., 2014
7. (pl) Kwestja krwi, W.A.B., 2014
8. (pl) Portret wisielca, W.A.B., 2016
9. (pl) Czas Herkulesów, W.A.B., 2017
10. (pl) Gliny z innej gliny, W.A.B., 2018

### Fantastique
- (pl) Tfu, pluje Chlu! czyli Opowieści z Pobrzeża
- (pl) Mons 44
- (pl) Piękne jesteście, przyjaciółki moje
- (pl) Niewiele brakowało
- (pl) Wąż Marlo

## Distinctions et nominations
- Il a obtenu à deux reprises le prix Grand Calibre du meilleur roman policier polonais Nagroda Wielkiego Kalibru (pl) (en 2013 et 2014), décerné à Wrocław, ainsi que le prix des lecteurs ; ses livres ont été sélectionnés à de nombreuses reprises depuis 2007[2].
- Médaille Bene Meritus Terrae Lublinensi (2012)
- Nagroda Artystyczna Miasta Lublin (Prix de la ville de Lublin) (2012 et 2017)
- Kryminalna Piła (2014)
- Złoty Pocisk (2017)